# Máire Mhac an tSaoi
Máire Mhac an tSaoi (geborene Máire MacEntee, verheiratete Máire Cruise O’Brien; * 4. April 1922 in Dublin; † 16. Oktober 2021), war eine irische Sprachwissenschaftlerin und Mitarbeiterin im diplomatischen Dienst, vor allem aber eine modernistische Dichterin im Dialekt der Dingle-Halbinsel des Munster-Irisch, Memoirenschreiberin und eine herausragende Vertreterin der modernen irischen Literatur. Zusammen mit Seán Ó Ríordáin und Máirtín Ó Direáin war Mhac an tSaoi, in den Worten des Dichters Louis de Paor, eine „der drei Dichter, die die irische Lyrik in den 1940er und 50er Jahren revolutionierten“.

## Leben
Mhac an tSaoi wurde in Dublin geboren. Ihr Vater, Seán MacEntee, war gebürtig aus Belfast und ein Veteran der Irish Volunteers während des Osteraufstands von 1916 und des anschließenden irischen Unabhängigkeitskriegs sowie der Anti-Treaty IRA während des irischen Bürgerkriegs. MacEntee war auch ein Gründungsmitglied der Fianna Fáil, ein langjähriges Mitglied des Parlaments (TD) und Tánaiste im Dáil Éireann. Ihre Mutter, die im County Tipperary geborene Margaret Browne (oder de Brún), eine Lehrerin am Alexandra College, war ebenfalls eine irische Republikanerin. Ihr Onkel, Monsignore Pádraig de Brún, war ein Gelehrter der irischen Sprache, ihr anderer Onkel war Kardinal Michael Browne.
Mit der Mutter als Irischlehrerin wuchs sie inmitten der überlieferten bardischen Dichtung und „der mittelalterlichen aristokratischen Tradition höfischer Liebesgedichte in irischer Sprache“ auf. Louis de Paor zufolge wurde sie zudem stark von den Aufenthalten bei ihrem Onkel, Pádraig de Brún, beeinflusst, der neben seinen priesterlichen Pflichten in der Gemeinde Dún Chaoin den Dialekt der Dingle-Halbinsel des Munster-Irisch erforschte.

„[Mhac an tSaoi discovered] a living tradition and a community conscious of its literary and linguistic inheritance, a world in which verbal artistry by accomplished speakers capable of responding to the impulse of the momentum sophisticated extemporary compositions. The extent to which the Gaeltacht of her early life was an imagined as well as an actual place has been acknowledged by the poet herself, but her relationship to „the miraculous parish“, of Dún Chaoin is both the cornerstone of both her poetry and her poetic.“

„[Mhac an tSaoi entdeckte] eine lebendige Tradition und eine Gemeinschaft, die sich ihres literarischen und sprachlichen Erbes bewusst ist, eine Welt, in der die Sprachkunst von versierten Sprechern ausgeübt wird, die in der Lage sind, auf den Impuls des Impulses anspruchsvoller zeitgenössischer Kompositionen zu reagieren. Die Dichterin hat selbst eingeräumt, dass die Gaeltacht ihres frühen Lebens sowohl ein imaginärer als auch ein tatsächlicher Ort war, aber ihre Beziehung zur „zauberhaften Gemeinde“ von Dún Chaoin ist sowohl der Eckpfeiler ihrer Poesie als auch ihrer Poetik.“

Mhac an tSaoi studierte moderne Sprachen und Keltologie am University College Dublin, bevor sie am Dublin Institute for Advanced Studies und von 1945 bis 1947 an der Sorbonne weitere Forschungen betrieb. Danach trat sie in den irischen diplomatischen Dienst ein und arbeitete während des Franco-Regimes in der irischen Botschaft in Madrid. Dort entdeckte sie die Werke von Federico García Lorca und begann mit dem Schreiben von Gedichten in irischer Sprache. Die beachtetsten Werke der 1940er und frühen 1950er Jahre haben die Spannung zwischen religiösen Überzeugungen und traditionellen Moralvorstellungen sowie gesellschaftlichen Entwicklungen der Umwälzungen in einer Welt im Krieg zum Thema. Mhac an tSaois Gedichte beachten dabei traditionelle Sprach- und Versmuster.
1962 heiratete sie römisch-katholisch den Politiker, Schriftsteller und Historiker Conor Cruise O’Brien in Dublin. Dadurch wurde sie auch zur Stiefmutter von O’Briens Kindern aus seiner Zivilehe von 1939; die Eheleute adoptierten später zwei Kinder, Patrick und Margaret. Sie reiste mit ihrem Mann in die Demokratische Republik Kongo, als der von Generalsekretär Dag Hammarskjöld als Vertreter der Vereinten Nationen während der Kongo-Krise ausgewählt wurde.
Mhac an tSaoi lebte dann mit ihrem Mann in New York City, wo er an der New York University arbeitete; Ende der 1960er Jahre kehrten sie nach Dublin zurück. Mhac an tSaoi war gegen den Vietnamkrieg und nahm 1969 an einer Protestaktion gegen den Krieg teil.
Mhac an tSaoi hatte eine lebenslange Leidenschaft für die irische Sprache und war eine der führenden Autoritäten für Munster-Irisch. Sie gewann 1988 den O’Shaughnessy Poetry Award des Irish American Cultural Institute und erhielt 1992 den D. Lit. Celt. honoris causa der National University of Ireland. Sie wurde 1996 in die Aosdána gewählt, verzichtete aber 1997 auf die Mitgliedschaft, nachdem Francis Stuart zum Saoi ernannt worden war. Mhac an tSaoi hatte gegen Stuart gestimmt, weil er im Zweiten Weltkrieg als Spion der Abwehr tätig war und an Radiopropagandasendungen aus Nazi-Deutschland mitgewirkt hatte, die sich an das neutrale Irland richteten.
Im Jahr 2001 veröffentlichte Mhac an tSaoi den preisgekrönten Roman A Bhean Óg Ón… über die Beziehung zwischen dem Dichter, irischen Clanchef und Volkshelden Piaras Feiritéar aus dem County Kerry im 17. Jahrhundert und Meg Russell, der Frau, für die er einige der größten Liebesgedichte schrieb, die je in irischer Sprache verfasst wurden. A Bhean Óg Ón… und ihr Gedicht Jack wurden von 2006 bis mindestens 2010 in den Kursen zur Leaving Certificate Examination sowohl für Higher als auch für Ordinary Levels verwendet.

„Máire Mhac an tSaoi’s poetry draws on the vernacular spoken by the native Irish speakers of the Munster Gaeltacht of West Kerry during the first half of the twentieth century. Formally, she draws on the song metres of the oral tradition and on older models from the earlier literary tradition, including the Dán Díreach of the early modern period. The combination of spoken dialect enhanced by references and usages drawn from the older literature, and regular metrical forms contribute to a poetic voice that seems to resonate with the accumulated authority of an unbroken tradition. In the later work, she explores looser verse forms but continues to draw on the remembered dialect of Dún Chaoin and on a scholarly knowledge of the older literature“

„Máire Mhac an tSaoi schöpft in ihrer Lyrik aus der Volkssprache, die von den irischen Muttersprachlern der Munster Gaeltacht in West Kerry in der ersten Hälfte des zwanzigsten Jahrhunderts gesprochen wurde. Formal stützt sie sich auf die Liedmetren der mündlichen Tradition und auf ältere Modelle aus der früheren literarischen Tradition, einschließlich der syllabischen Metren der frühen Neuzeit. Die Kombination aus gesprochenem Dialekt, der durch Anspielungen und Gebräuche aus der älteren Literatur ergänzt wird, und regelmäßigen metrischen Formen trägt zu einer poetischen Stimme bei, in der die geballte Autorität einer ungebrochenen Tradition mitzuschwingen scheint. In ihrem späteren Werk erkundet sie lockerere Versformen, stützt sich aber weiterhin auf den erinnerten Dialekt von Dún Chaoin und auf eine wissenschaftliche Kenntnis der älteren Literatur.“

Zusammenfassend macht de Paor sie zusammen mit Seán Ó Ríordáin und Máirtín Ó Direáin für die Erneuerung der literarischen Moderne in der irischen Literatur in irischer Sprache verantwortlich, die seit der Hinrichtung von Patrick Pearse 1916 eingeschlafen war.

## Veröffentlichungen (Auswahl)
- Margadh na Saoire (1956)
- Mit  Conor Cruise O’Brien: A Concise History of Ireland (1972)
- Codladh an Ghaiscigh (1973)
- An Galar Dubhach (1980)
- An Cion go dtí Seo (1987)
- „Writing In Modern Irish – A Benign Anachronism?“ (1995)
- The Same Age as the State (2004)
- Cérbh í Meg Russell? (2008)
- Scéal Ghearóid Iarla (2010)
- Marbhnaí Duino (2013, Übersetzung von Rainer Maria Rilke: Duineser Elegien)